# 曼宁 (上奥地利州)
曼宁是奥地利上奥地利州弗克拉布鲁克县的一个市镇。总面积10平方公里，总人口833人，人口密度83.3人/平方公里（2005年）。